# (38604) 1999 YJ4
1999 YJ4 (asteroide 38604) é um asteroide da cintura principal. Possui uma excentricidade de 0.07396490 e uma inclinação de 10.82736º.
Este asteroide foi descoberto no dia 27 de dezembro de 1999 por Graham E. Bell e Gary Hug em Eskridge.